# علي الأمين
السيد علي الأمين هو رجل دين مسلم شيعي اثني عشري لبناني ولد في بلدة قلاوية العاملية في جنوب لبنان سنة 1952 م، مدّرس لمادة أصول الفقه وبحث الخارج وداعية تعايش بين الطوائف اللبنانية ومقرّب بين أتباع الدّيانات.عضو مجلس حكماء المسلمين وهو منظمة دولية يرأسها شيخ الأزهر.

## تحصيله العلمي
هاجر إلى النجف في العراق وذلك في ستينات القرن العشرين. وبلغ مرحلة الاجتهاد الشرعي في سن مبكرة بعد أن تلقى علومه الشرعية على يد علماء الحوزة العلمية في النجف ومنهم:
- آية الله السيد أبو القاسم الخوئي
- آية الله الفيلسوف السيد محمد باقر الصدر
- آية الله السيد نصر الله المستنبط
- آية الله السيد الروحاني

## التدريس
درّس مادة أصول الفقه وبحث الخارج في حوزات النجف وقم ولبنان ودرس عنده المئات من طلاب العلوم الدينية من مختلف أنحاء الدّول الإسلامية والعربية.

## في السياسة
شهد نشاطه السياسي الكثير من المواقف والنشاطات ولا زال وأهم هذه المحطات السياسية:
- بعد مجيئه من النجف في العراق في الثمانينات من القرن العشرين أقام في بيروت وترأس حوزة المعهد الشرعي في حي السلم في الضاحية الجنوبية لبيروت ودرس عنده كثيرون من طلبة العلوم الدينية ومنهم من أصبح في مواقع المسؤولية في حزب الله وغيره. بدأ التباين بينه وبين الحزب إبّان أزمة خطف الرهائن الأجانب في الثمانينات، حيث انتقد السيد الأمين خطف الاجانب وترك بيروت وقام بجولة على القيادات الدينية محذراً من استخدام السلاح بين حزب الله وحركة أمل. على أثر الخلاف ترك بيروت وأنشأ في مدينة صور معهداً عالياً للعلوم الدينية أطلق عليه " معهد الإمام الصدر للدراسات الإسلامية " لربط رجال الدين بوطنهم[2]
- بعد تركه الإقامة في بيروت وضواحيها، نشب خلاف مسلّح وحرب بين حركة أمل وحزب الله، فوقف إلى جانب حركة أمل ورفض تقاتلهما باسم الدين ورفض قتل الأخ لأخيه[3]
- قُصف المنزل الذي كان يسكنه في مدينة صور خلال حرب تموز 2006 ودُمّر كلياً.

### أحداث أيار 2008
نتيجة مواقفه ورفضه لاجتياح بيروت في السابع من ايار 2008 من قبل حزب الله وحلفائه، تعرّض لتهديدات وقام نبيه بري رئيس المجلس النيابي اللبناني بإرسال ميليشيا قامت بهجوم مسلّح في شهر أيار من العام 2008 على بيته ومقره في دار الإفتاء الجعفري في مدينة صور وتمّ تهجيره من الجنوب اللبناني وإقامته في بيروت منذ ذلك الحين وحتى الوقت الراهن ولا زالت قوى الأمر الواقع الحزبية تحتجز مكتبته الفقهية وأمانات الناس.

## أبحاثه العلمية وآراؤه وندواته
- له بحوث علمية ومئات التسجيلات في مادة أصول الفقه وبحث الخارج (الاستدلال).
- كما وله مئات الندوات الفكرية والمحاضرات في مختلف الدول العربية والقارات في أوروبا واسكندينافيا وأستراليا وأمريكا.
- عام 1990 دعا إلى تنظيم السلك الديني بالشكل الذي يعزز الولاء للوطن وإلى إنشاء كولوكيوم ديني يخضع فيه رجال الدين لامتحانات قبل مزاولة واجباتهم ولتحديد اختصاصهم.[7]
- عام 1990 دعا إلى إنشاء معهد ديني واحد يجلس فيه الخوري والشيخ معاً على مقعد واحد.[7]
- يدعو إلى إلغاء التعليم الديني من المدارس الأكاديمية واستبداله بكتاب يعزز القيم وأخلاق الأنبياء ويعزز الولاء للوطن.[8]
- يدعو إلى تنظيم المال الشرعي والانتقال من مرجعية الفرد إلى مرجعية المؤسسة ويقول في صدد ذلك بأن الطائفة الشيعية أغنى الطوائف في العالم، وأموالها تذهب بذهاب المرجع الديني دون أن يسأل أحد.
- يعتبر أنه لا يجوز أن تكون العلاقات الدينية على حساب الأوطان، والمتهاون بوطنه متهاون بدينه حتماً.
- له نظرة في قضية الإمام الحسين بن علي بن أبي طالب وثورته يعتبر فيها مجدداً طرحها سنة 1985 ولاقت قبولاً واعتراضاً شديدين.[9]
- شارك في برنامج الحوار الصريح على قناة المستقلة من لندن، طارحا افكارا عقائدية تخرج عن المألوف عند الشيعة محاولا بذلك التقريب بين المسلمين ونابذاً للفرقة ومفرقاً بين الولاية الدينية والولاية السياسية...[10]
- مجدّد في الفكر الديني والسياسي والإسلامي.
- يدعو إلى الحوار والتقريب بين أتباع الديانات[11] وله نظريات عديدة تخرج عن الروتين عند رجال الدين الشيعة.
- له أفكار مختلفة عن الرأي السائد عند الشيعية السياسية في لبنان.
- ينتقد حزب الله، ويطالبه بالولاء إلى الدولة اللبنانية أولا وآخراً.
- يطالب شيعة الكويت بأن يكونوا كويتيين قبل أن يكونوا شيعة. ويتمنى على شيعة البحرين أن ينتموا إلى دولة البحرين قبل أنتمائهم إلى الطائفة
- يرى أن علاقات الأديان لا يجوز أن تكون على حساب الأوطان وأن إيران إذا ارادت ان تقيم علاقات مع الطائفة الشيعية فإن ذلك يجب أن يتم عبر حكومات البلدان ولا يجوز ان تكون مباشرة.
- له مؤلفات ومواقف عديدة حول ولاية الفقيه وولاية الدولة.
- يؤمن بولاية الدولة في مقابل ولاية الفقيه
- يرى أن ولاية الأمة على نفسها تستبطن ولاية الدولة على الناس وهي في نفس الطول ولا تعارض بينهما بل هي في ضمنها.
- يدعو إلى إنشاء كتاب ديني موحد في لبنان

## مؤلفاته
من مؤلفاته:
- السنة والشيعة أمة واحدة (إسلام واحد واجتهادات متعدّدة)[12]
- الأحزاب الدينية بين شهوة السلطة ورسالية الأئمة[13]
- ولاية الدولة ودولة الفقيه[14]
- كيف نفهم الثورة الحسينية
- رسالة في تخطئة المجتهد وتصويبه[15]
- سلسلة الدروس في علم الأصول (صدر إلى الآن أربعة أجزاء).
- وهل يخفى القمر: العيد الضائع بين الرأي والرؤية
- زبدة التفكير في رفض السبّ والتكفير[16]
- خطاب الاعتدال في مواجهة ثقافة التطرف والإرهاب.

## من أشعاره
له قصائد متفرقة وغير مجموعة في ديوان واحد ومن هذه القصائد:
- النائب السعيد في العهد الجديد
- الصمت العجيب
- في رحاب التوحيد
- موعظة المشيب
- شهداء تونس

## وصلات خارجية والمراجع
- المنتدى
- موقعه على اليوتيوب
- موقعه الشخصي